# 45641 Larrypuzio
45641 Larrypuzio è un asteroide della fascia principale. Scoperto nel 2000, presenta un'orbita caratterizzata da un semiasse maggiore pari a 2,5956072 au e da un'eccentricità di 0,1219976, inclinata di 12,52189° rispetto all'eclittica.
L'asteroide è dedicato al pediatra statunitense Larry Puzio.